# Tim McCoy
Timothy John Fitzgerald McCoy (* 10. April 1891 in Saginaw, Michigan; † 29. Januar 1978 im Fort Huachuca, Arizona) war ein US-amerikanischer Westernschauspieler, Indianer-Experte sowie Militäroffizier im Range eines Colonels.

## Leben und Karriere
Tim McCoy wurde als Sohn eines irischstämmigen Polizeichefs geboren. Das einschneidende Erlebnis seiner Jugend war der Besuch einer Wildwest-Show: Der 18-jährige McCoy hatte zuvor ein angesehenes College besucht und dort Latein studiert, doch nach dem Besuch der Westwest-Show brach er das College ab und begann auf einer Pferderanch in Wyoming zu arbeiten. Dort lernte er auch das Reiten und nahm an vielen Rodeoshows teil. Ebenfalls begegnete er verschiedenen Indianern der Umgebung. McCoy zeigte sich fasziniert von der Kultur der Indianer und erarbeitete sich große Kenntnisse über Riten und Sprachen der Indianer. Im Gegensatz zu vielen Weißen seiner Zeit behandelte er diese mit Respekt und gewann schließlich ihre Freundschaft. Er selbst erarbeitete sich einen großen Ruf als Indianer-Experte, etwa für die Plains Indian Sign Language, eine Zeichensprache der Indianer.
Mit Kriegseintritt der USA in den Ersten Weltkrieg verpflichtete McCoy sich für die United States Army und kämpfte in Europa. Er schaffte es zum Rang eines Brigadiergenerals. Im Zweiten Weltkrieg sollte McCoy nochmals für die United States Army tätig sein und zum Colonel befördert werden.
Tim McCoy hatte sich inzwischen seine eigene Ranch aufgebaut. Anfang der 1920er-Jahre wurde er vom Filmproduzenten Jesse L. Lasky gebeten, ob er nicht Indianer als Statisten für den Stummfilm-Western Die Karawane verpflichten könnte. McCoy tat dies und vermittelte in den folgenden Jahren für zahlreiche Hollywood-Western indianische Darsteller. Er eröffnete mit einigen Indianern eine eigene Indianer-Show, mit der er durch ganz Amerika tourte und wegen des großen Erfolges auch in Europa auftrat. Mitte der 1920er-Jahre wurde McCoy von MGM-Filmproduzent Irving Thalberg unter Vertrag genommen, eine Reihe von Abenteuer- und Westernfilmen zu drehen. Die Besonderheit von McCoys Westernfilmen bei MGM war, dass er auf authentische Inszenierung der Indianerkultur und auf sympathische Darstellung der Indianer beharrte – das stand im Gegensatz zu vielen Hollywood-Western dieser Zeit, die sich häufig Klischees oder Vorurteilen über Indianer bedienten. In zwei dieser Westernfilme trat Joan Crawford als seine Filmpartnerin auf.
Ab 1929 arbeitete McCoy für Universal Pictures, später für Columbia Pictures, und drehte eine lange Reihe von sehr erfolgreichen B-Western. Bei Universal drehte er etwa 1930 ein sehr erfolgreiches Filmserial unter dem Titel The Indians Are Coming. 1932 spielte McCoy die Hauptrolle im Western Das Gesetz in der eigenen Hand, bei dem die später erst berühmten Darsteller John Wayne und Walter Brennan als seine Co-Stars fungierten. Bis 1936 arbeitete er regelmäßig in Hollywood, dann bereiste er mit dem berühmten Ringling Brothers Circus und später mit seiner eigenen Wildwestshow die USA. Immer wieder kehrte McCoy aber ins Filmgeschäft zurück und arbeitete etwa Anfang der 1940er-Jahre an einer Reihe von kleineren Western für Monogram Pictures. Nach seinem Dienst im Zweiten Weltkrieg zog sich McCoy, inzwischen ein wohlhabender Mann, langsam zurück. Der Colonel beendete seine Militärkarriere und verkaufte seine Ranch in Wyoming. Auch in Filmen trat er nur noch sporadisch auf. 1956 übernahm er einen Cameo im preisgekrönten Abenteuerfilm In 80 Tagen um die Welt neben David Niven, in dem McCoy passenderweise einen amerikanischen Colonel verkörperte. In den 1950er-Jahren war er noch als Moderator der Fernsehshow The Tim McCoy Show tätig. Die Sendung bekam 1953 einen Emmy Award als Beste Kindersendung.
Für seine Verdienste um den Film erhielt er einen Stern auf dem Hollywood Walk of Fame und wurde in die Hall of Great Western Performers aufgenommen. 1977 veröffentlichte er seine Autobiografie Tim McCoy Remembers the West: An Autobiography by Tim McCoy. In erster Ehe war er bis zur Scheidung 1931 mit Agnes Miller, der Tochter des Schauspielers Henry Miller, verheiratet. Von 1946 bis zu ihrem Tod war er mit der dänischen Journalistin Inga Arvad (1913–1973) verheiratet. Sie bekamen zwei Söhne. Tim McCoy starb 1978 auf der Militärbasis Fort Huachuca im Alter von 86 Jahren.

## Filmografie (Auswahl)
- 1925: Prärieteufel (The Thundering Herd)
- 1926: War Point
- 1927: Winners of the Wilderness
- 1928: The Law of the Range
- 1930: Dis Schlacht am Blauen Berge (The Indians Are Coming)
- 1931: The Fighting Marshal
- 1932: Das Gesetz in der eigenen Hand (Two-Fisted Law)
- 1932: Texas Cyclone
- 1932: Vier Fäuste wie ein Donnerschlag (The Fighting Fool)
- 1932: End of the Trail
- 1933: Mit dem Tod um die Wette (Straightaway)
- 1934: The Westerner
- 1935: Bulldog Courage
- 1935: Square Shooter
- 1936: Ghost Patrol
- 1936: Aces and Eights
- 1936: Lightin' Bill Carson
- 1938: Auf heißer Spur (Texas Wildcats)
- 1938: Lightning Carson Rides Again
- 1939: Straight Shooter
- 1939: Code of the Cactus
- 1940: Der Kampf um die Goldmine (Frontier Crusader)
- 1941: The Gunman from Bodie
- 1941: Forbidden Trails
- 1942: Below the Border
- 1942: Ghost Town Law
- 1956: In 80 Tagen um die Welt (Around the World in Eighty Days)
- 1957: Hölle der tausend Martern (Run of the Arrow)
- 1965: Der schnellste Colt von River Falls (Requiem for a Gunfighter)